# Springeratus xanthosoma
Springeratus xanthosoma е вид бодлоперка от семейство Clinidae. Видът не е застрашен от изчезване.

## Разпространение и местообитание
Разпространен е в Провинции в КНР, Тайван, Филипини и Япония.
Обитава крайбрежията на океани и морета. Среща се на дълбочина от 0,8 до 15 m, при температура на водата от 27 до 27,3 °C и соленост 34,1 – 34,3 ‰.

## Описание
На дължина достигат до 8,2 cm.